# Trapped (Jimmy Cliff)
"Trapped" is een nummer van de Jamaicaanse muzikant Jimmy Cliff. Het nummer werd uitgebracht als single in 1972. In april 1985 bracht Bruce Springsteen een populaire liveversie van het nummer uit op het livealbum We Are the World.

## Versie van Jimmy Cliff
Cliff nam "Trapped" op als single in 1972. Het werd uitgebracht met "Struggling Man" op de B-kant van de single, alhoewel in sommige landen de A- en de B-kant werden omgewisseld. Beide nummers werden geschreven toen de populariteit van Cliff afnam na zijn hits uit de jaren '60 en voordat hij deze populariteit terugkreeg met de film The Harder They Come. Het nummer is geproduceerd door Cat Stevens. Cliff scoorde enkele jaren eerder een grote hit met zijn versie van het Stevens-nummer "Wild World".
De single van Cliff wist weinig aandacht te trekken en het nummer werd snel vergeten. Cliff zei hierover: "De single kwam in de onderste regionen van de Britse hitlijsten en viel er meteen weer uit... Het werd nooit op een album uitgebracht." Het nummer verscheen trouwens nooit in de Britse hitlijsten. Het werd halverwege de jaren '70 wel uitgebracht op zijn compilatiealbum Goodbye Yesterday, maar nadat dit album ook moeilijk te verkrijgen was, raakte het nummer opnieuw in de vergetelheid.

## Versie van Bruce Springsteen
Tijdens zijn tournee ter promotie van zijn album The River in de lente van 1981 kocht Bruce Springsteen een cassette van Jimmy Cliff op Schiphol. Op deze tape stond ook het nummer "Trapped" en Springsteen besloot om dit nummer zelf live te spelen tijdens zijn concerten; hij maakte een arrangement waarbij zijn E Street Band de stijl veranderde van reggae naar rock. Zijn versie was langzamer dan die van Cliff en werd voor het eerst uitgevoerd tijdens het concert van Springsteen in de Wembley Arena op 29 mei 1981. Tijdens de rest van de tournee bleef het nummer op de setlijst staan.
"Trapped" stond opnieuw op de setlijst tijdens Springsteens tournee ter promotie van zijn album Born in the U.S.A. in 1984 en 1985. Op 6 augustus 1984 werd de uitvoering van het nummer opgenomen en in 1985 uitgebracht op het album We Are the World van het gelegenheidsproject USA for Africa, gevuld met niet eerder uitgebrachte opnames van bekende Amerikaanse artiesten, waarvan de opbrengsten gingen naar de hongersnood in Ethiopië. Met uitzondering van het titelnummer, waar Springsteen ook aan deelnam, was "Trapped" het meest gedraaide nummer van het album op de radio. Alhoewel het nummer niet was uitgebracht op single, behaalde het wel de eerste plaats in de Hot Mainstream Rock Tracks, waar het in mei 1985 drie weken bleef staan.
Vanwege de cover door Springsteen kreeg ook Cliff weer aandacht en kon hij later in 1985 deelnemen aan de gelegenheidsformatie Artists United Against Apartheid, onder leiding van Springsteens gitarist Steven Van Zandt. Zowel Cliff als Springsteen brachten "Trapped" nog regelmatig ten gehore tijdens hun concerten; Cliff zingt zijn versie vrijwel gelijk als in de versie van Springsteen, maar hij behield wel zijn eigen reggae-arrangement. In november 1989 zongen Cliff en Springsteen het nummer samen tijdens het concert van Cliff in Asbury Park, waar Springsteen zijn carrière begon.

## NPO Radio 2 Top 2000
| Nummer met noteringen in de NPO Radio 2 Top 2000 | '16 | '17 | '18 | '19 | '20 | '21 | '22 | '23 | '24 |
| ------------------------------------------------ | --- | --- | --- | --- | --- | --- | --- | --- | --- |
| Trapped (Bruce Springsteen)                      | 956 | 809 | 922 | 787 | 930 | 764 | 712 | 627 | 552 |

1. ↑  Een vetgedrukt getal geeft de hoogste notering aan.
2. ↑  2016 was het eerste jaar met een notering voor dit nummer.

E Street Band: Bruce Springsteen · Roy Bittan · Nils Lofgren · Patti Scialfa · Garry Tallent · Steven Van Zandt · Max Weinberg
Jake Clemons · Charles Giordano · Soozie Tyrell
Voormalige leden: Ernest Carter · Clarence Clemons · Danny Federici · Vini Lopez · David Sancious
Voormalige tourmuzikanten:
Everett Bradley · Barry Danielian · Clark Gayton · Curtis King · Suki Lahav · Ed Manion · The Miami Horns · Cindy Mizelle · Michelle Moore · Tom Morello · Curt Ramm · Jay Weinberg